# 都會女孩 純情
「都會女孩 純情」（都会っ子 純情）是日本的女子偶像組合℃-ute的第3张单曲。2007年10月17日由zetima发售。

## 概要
- 此單曲有2個版本，分別有「初回生産限定盤」和「CD ONLY」。「初回生産限定盤」收錄了℃-ute的訪問和流轉的戀愛季節的演唱會片段。
- 在10月29日於公信榜单曲週排行榜取得第3位。
- 第49屆日本唱片大獎「最優秀新人賞」的獲獎曲，同年年末在第58回NHK紅白歌合戰與早安少女組。和Berryz工房以組曲形式演出，曲目為LOVE MACHINE - The☆Pea～ce! - 戀愛革命21 - 交往中卻像單相思 - 都會女孩 純情 - LALALA　幸福之歌。

## 收錄内容

### CD（初回生産限定盤，CD ONLY）
1. 都會女孩 純情
（作詞・作曲：淳君 編曲：平田祥一郎）
2. 私立學校（私立共学）
（作詞・作曲：淳君 編曲：高橋諭一）
3. 都會女孩 純情(Instrumental)

### DVD
1. 訪問
2. 流轉的戀愛季節（℃-ute Cutie Circuit 2007 ～MAGICAL CUTIE TOUR & 9月10日是℃-ute之日～ Digest）